# Sant Feliu de Calabuig
Sant Feliu de Calabuig és una església parroquial al poble de Calabuig (Alt Empordà) inclosa en l'Inventari del Patrimoni Arquitectònic de Catalunya.

## Descripció

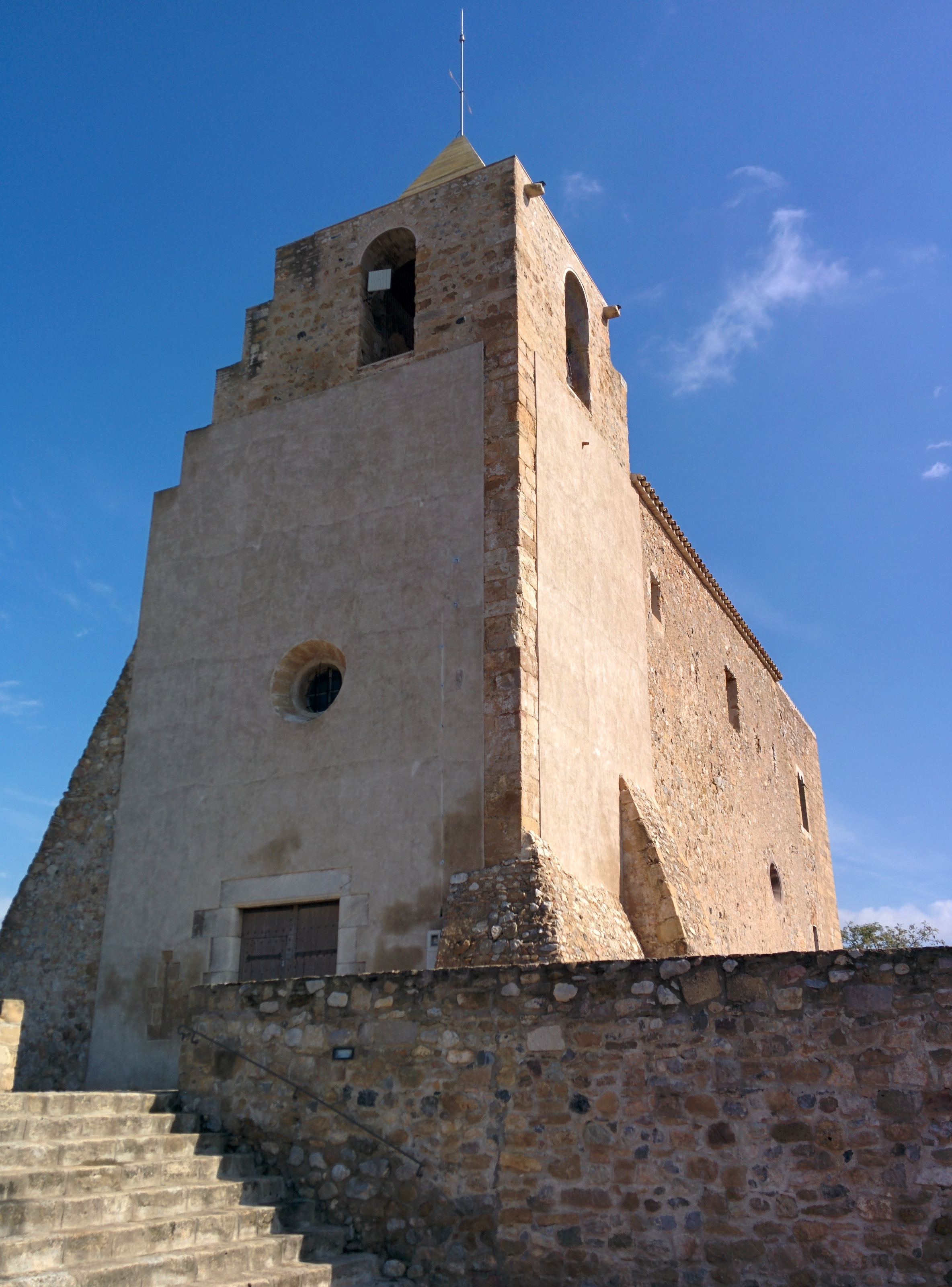

Situada a la part més elevada del petit nucli urbà de Calabuig, localitzat al nord-est de la població de Bàscara a la qual pertany.
Església de planta rectangular, formada per dos cossos adossats i bastida damunt les restes del castell de Calabuig. La nau, amb la zona presbiteral integrada, és coberta amb volta apuntada i està separada per dos arcs torals bastits amb dovelles ben desbastades, que es recolzen als murs laterals. Als costats de l'altar principal hi ha dos arcs de mig punt adovellats, bastits a la segona meitat del segle xvi. El que està situat al nord presenta, a la dovella central, l'escut de la família Senesterra, senyors del castell, gravat en relleu. Al mur nord s'obre una capella de planta poligonal, coberta amb una volta molt rebaixada separada amb esvelts arcs torals i decorada amb llunetes. Una petita finestra circular amb vitralls il·lumina l'interior. Als peus del temple hi ha el cor, sostingut amb una volta rebaixada amb llunetes. La pica beneitera de pedra situada als peus de la nau presenta l'any 1797 gravat i tot l'interior està arrebossat i emblanquinat. La façana principal, orientada a ponent, presenta una porta d'accés rectangular, bastida amb carreus de pedra. Damunt seu hi ha una petita rosassa. A l'extrem de migdia s'eleva la torre quadrada del campanar, amb tres obertures d'arc de mig punt a la part superior i la coberta plana. L'extrem nord de la façana presenta un acabament esglaonat a la part superior i un gran contrafort de reforç a l'inferior. Al sud hi ha dos petits contraforts que reforcen el basament. Aquesta part del temple està arrebossat.
Les restes de l'antic castell es troben integrades al mur sud de la nau de l'església. S'observen diverses espitlleres a dos nivells, bastides amb carreus desbastats i actualment tapiades, i un dels portals del castell també cegat, d'arc de mig punt adovellat i situat a l'extrem sud-oest del mur. Al mig del parament hi ha una altra rosassa i a l'extrem est, dues finestres rectangulars a diferent nivell, emmarcades amb pedra i obertes amb posterioritat. La part inferior del mur presenta un parament de carreus desbastats disposats en filades, que corresponen al castell. La resta del parament és bastit amb pedra sense treballar disposada irregularment.

## Història
La primitiva església parroquial de Sant Feliu no es correspon amb l'emplaçament del temple actual. Estava situada a la zona delimitada entre el mas Rafel, abans mas Font, i la carretera a Vilaür, a l'indret que durant força temps es conegué com a "Església Vella". A la zona s'hi han localitzat restes de ceràmica, ossos i pedres que confirmen un poblament a la zona.
El primer document que fa referència a l'església parroquial de Sant Feliu de Calabuig és el testament de Bernat de Calabuig datat l'any 1115. En aquest document llega les terres que treballava, i que eren per Guillem Guanter, a l'església de Sant Feliu.
L'any 1130, en el testament d'una dama anomenada Ermessenda, es torna a esmentar el temple. Durant els segles xiv i xv, les visites pastorals fetes a l'església reflecteixen alguns aspectes referents a l'arquitectura del temple i la seva administració. Tot i això, els terratrèmols que afectaren la zona entre els anys 1427 i 1428 varen enrunar completament la construcció. L'any 1439, Jofre de Rocabertí, senyor del lloc, demana permís al bisbe per traslladar el temple a la cellera (barri, força o burg) del castell. Tot indica que no s'aprofità l'antiga capella del castell per instal·lar el nou temple. Segons Joan Badia, les restes actuals corresponen a una sala del castell adaptada per a usos religiosos. El canvi d'ubicació de la parròquia es feu efectiu l'any 1440.
En el segle xvi hi ha diverses visites pastorals que fan referència a petites reparacions dutes a terme al temple. En la visita efectuada l'any 1600 torna a aparèixer esmentada l'església vella. El bisbe emet un manament pel qual els particulars no poden aprofitar-se dels elements del temple antic, ja que han de servir per obres relacionades amb la institució. A mitjans del segle xvii hi ha notícies referents a la construcció de noves capelles i altars, dedicats a Sant Isidre (1632) i al Roser (1641).
Durant el segle xviii, l'església continuà incorporant altars. Hi ha un document de mitjans de segle redactat pel rector, on es descriu el temple parroquial i els objectes litúrgics que hi havia.